# 야니

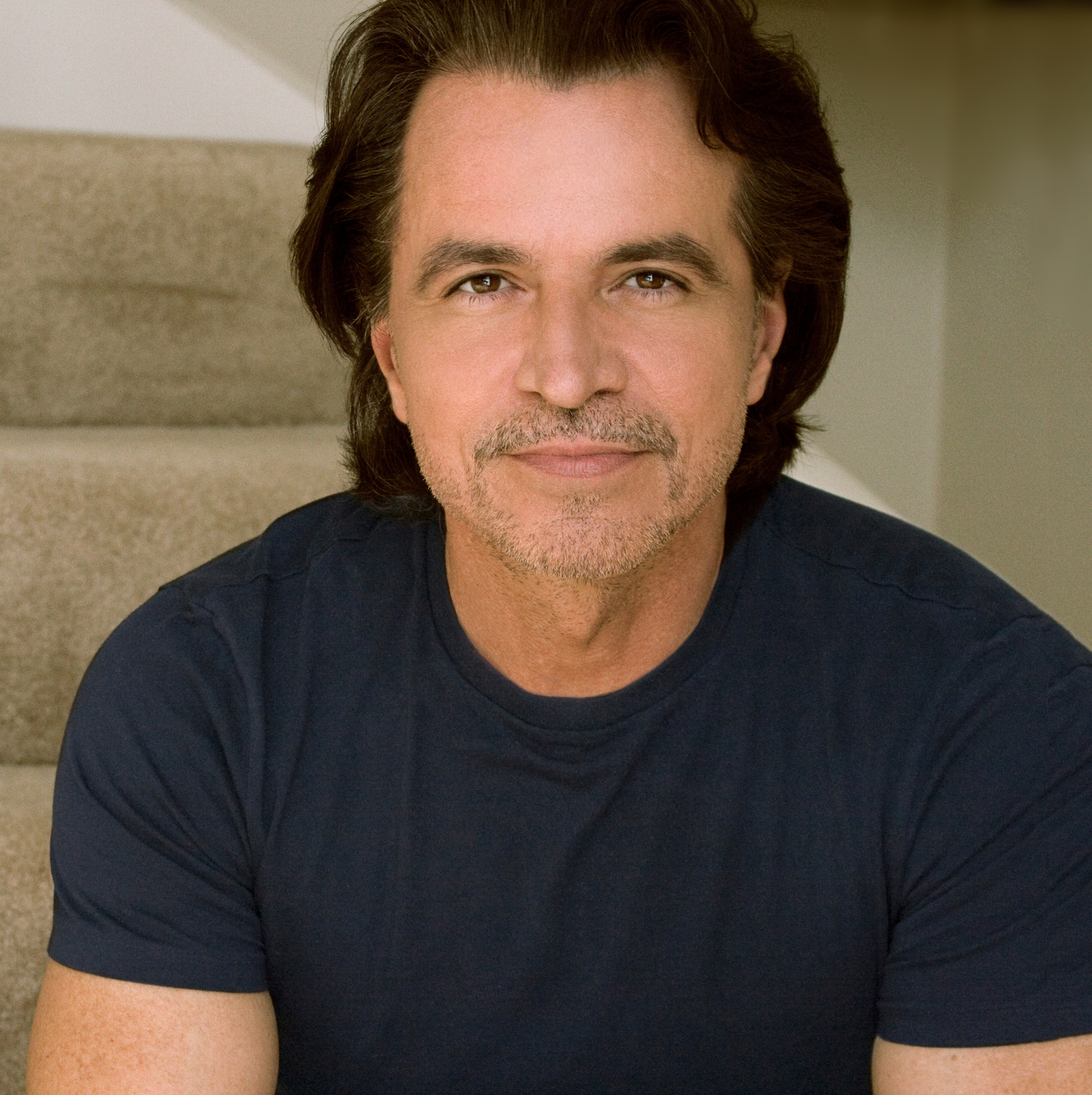

야니(Yanni, 본명: Γιάννης Χρυσομάλλης, 로마자: Yiannis Hrysomallis 야니스 흐리소말리스[*], 1954년 11월 14일 ~ )는 그리스 출신의 미국 작곡가이자 피아노, 신디사이저 연주자이다.

## 삶
야니는 1954년 그리스 남부의 항만 도시 칼라마타에서 아버지 소티리(Sotiri) 어머니 펠리사(Felitsa) 사이에서 태어났다. 세 남매 가운데 둘째로 태어났으며 형과 여동생이 있다. 음악을 깊이 사랑하는 공감대를 가지고 있었으며, 가족들은 많은 시간을 음악 연주와 노래를 함께 부르면서 보냈다. 야니의 부모님은 그리스 소년들의 일반적인 생활방식으로 가르쳤다. 야니는 자라면서 낚시나 수영을 하고 매일 학교에 갔다. 그러나 한가지 다른점은 음악을 작곡하기 위해서 태어났다는 것이다. 그는 6살에 피아노를 연주하기 시작했지만 전형적인 피아노 레슨은 받지 않았다. 어릴적 야니는 그의 머리속에서 음악이 들렸고 그것을 피아노로 연주해서 들어보고 싶었다. 그래서 연주하는 방법을 배울 필요가 있었다. 그는 음악의 확실한 자유를 위해서 기존의 음악 교육 방식을 벗어날 필요가 있다고 느꼈다. 음악만이 야니의 유일한 재능은 아니었다. 1969년 14살때 야니는 남자 50미터 자유형 수영경기에서 국가 신기록을 수립했다. 수영선수의 길을 갈 수 있었지만 다른 길을 가기로 했다. 그것은 야니의 음악적 선물을 세계와 함께 나누는 길이었다. 그리스에서의 어린시절과 국가와 고향에 대한 야니의 사랑은 산토리니(Santorini), 노스텔지아(Nostalgia), 아크로얄리(Acroyali)와 같은 음악을 작곡하는데 영감을 주었다. 1972년 부모님의 격려를 받으며 야니는 고향을 떠나 미국에 있는 미네소타(Minnesota) 대학을 다니게 된다. 그 당시 지역의 락앤롤 밴드에서 연주를 했으며 피아노와신디사이저를 이용함으로써 창조되는 새로운 사운드를 통해 그의 음악적 스타일을 발전시켜 나갔다. 새로운 문화와 환경 그리고 언어에도 불구하고 야니는 1976년 미네소타(Minnesota) 대학에서 심리학 학사로 졸업을 하게 된다. 졸업 후 그는 일년동안 그의 모든 것을 음악에 전념하게 되며 이 시기에 음악을 자신의 사명으로 여기게 된다. 야니는 "카멜레온" 락앤롤 밴드에서 키보드를 연주했고, 이제 야니는 자신의 미래가 음악에 있다는 것을 알게 되었고 신다사이저를 통한 경험을 바탕으로 자신만의 작곡을 시작하게 된다. "Optimystique"는 그의 첫번째 솔로 앨범이며 1980년도에 발매되었다. 야니는 일념으로 음악을 작곡하는데 정열을 불태웠다. 전세계의 전자음악, 새로운 사운드와 악기를 연구하며 작곡했다. 이 시기가 야니에게는 매우 생산적이며 바쁜 때였다. 1990년 야니의 콘서트에 달라스(Dallas) 심포니 오케스트라가 협연했으며, 그의 독특한 스타일에 새로운 차원을 더하게 되었고 새로운 서곡이 열렸다.

## 음반

### 정규 앨범
- 《Optimystique》 (1980)
- 《Keys to Imagination》 (1986)
- 《Out of Silence》 (1987)
- 《Chameleon Days》 (1988)
- 《Niki Nana》 (1989)
- 《Reflections of Passion》 (1990)
- 《In Celebration of Life》 (1991)
- 《Dare to Dream》 (1992)
- 《In My Time》 (1993)
- 《If I Could Tell You》 (2000)
- 《Ethnicity》	(2003)
- 《Yanni Voices》 (2009)	 (영어), (스페인어)
- 《Mexicanisimo》 (2010)
- 《Truth of Touch》 (2011)
- 《Inspirato》 (2014)
- 《Sensuous Chill》 (2016)